# Delta1 Chamaeleontis
Pour les articles homonymes, voir Delta Chamaeleontis.
Désignations
Delta1 Chamaeleontis (δ1 Chamaeleontis / δ1 Cha) est une étoile binaire visuelle de la constellation australe circumpolaire du Caméléon. Sa magnitude apparente combinée est de 5,47, ce qui la rend visible à l'œil nu dans un ciel sombre éloigné des sources de pollution lumineuse. Elle forme une double visuelle avec Delta2 Chamaeleontis qui est située à environ 6 minutes d'arc et qui est légèrement plus brillante. Ces deux étoiles forment la partie la plus au sud de la « louche » de la constellation. Avec Gamma Chamaeleontis, elles pointent en direction d'un endroit du ciel qui est à moins de 2° du pôle sud céleste.
Le système de Delta1 Chamaeleontis présente une parallaxe annuelle de 9,36 ± 0,45 mas telle que mesurée par le satellite Hipparcos, ce qui permet d'en déduire qu'il est distant de 350 ± 20 a.l. (∼ 107 pc) de la Terre. Il s'éloigne du Système solaire à une vitesse radiale héliocentrique de +11 km/s.
Les deux composantes de Delta1 Chamaeleontis ont des magnitudes visuelles de 6,3 et de 6,5 respectivement. En date de 2019, la paire avait une séparation angulaire de 0,80 seconde d'arc et son angle de position était de 89°. Elle peut être résolue à l'aide d'un télescope d'une ouverture de 20 cm. Le système est une source de rayons X connue avec un flux de 27,4 × 10−17 W/m2. Delta1 Chamaeleontis est classée comme une géante rouge de type spectral K0 III.